# Camaret-sur-Mer

Camaret-sur-Mer este o comună în departamentul Finistère, Franța. În 1 ianuarie 2022 avea o populație de 2.448 de locuitori.